# Ioan Para
Ioan Para (n. 1744, Silvașul de Jos, comitatul Hunedoara – d. 3 decembrie 1809, Blaj) a fost protopop unit (greco-catolic) al Năsăudului și vicar foranaeu al Vicariatului Rodnei, una din figurile de seamă ale intelectualității române transilvănene din secolul al XVIII-lea, co-autor al petiției Supplex Libellus Valachorum.
A fost descendentul unei familii nobiliare românești din Țara Hațegului. Studiile începute la Blaj le-a continuat, până în 1774, la Seminarium Sancti Adalberti din Trnava (Nagyszombat), iar apoi a fost trimis de episcopul Grigore Maior de la Blaj cu o bursă la Colegiul Sfânta Barbara din Viena (1775-1778), unde studiază teologia și-l cunoaște pe Samuil Micu, spiritual și rector de studii al colegiului, precum și pe Ioan Budai-Deleanu, cu care a fost pentru scurt timp coleg (în 1778).

## Biografie
După finalizarea studiilor a fost numit, succesiv, capelan-castrens al Regimentului II Grăniceresc de la Năsăud (1778-1780), protopop unit al Năsăudului (1780-1796) și vicar foraneu de Rodna, cu sediul la Năsăud (1786-1796), după ridicarea protopopiatului la rang de vicariat. În anul 1782 a participat la sinodul de la Blaj pentru alegerea unui nou ierarh in scaunul arhieresc de Făgăraș și Alba Iulia, unde l-a susținut pentru funcția de episcop pe Ioan Bob (1782-1830).

## Activitate politică petiționară
De perioada năsăudeană se leagă implicare sa totală în mișcarea pentru drepturi și emancipare politico-națională a românilor transilvăneni. El a fost pentru un timp (conf, ist. D. Prodan) motorul activității petiționare transilvane, pentru dreptul românilor la reprezentare în Dieta Transilvaniei ca națiune autohtonă majoritară. La 14 iulie 1790, împreună cu vicarul unit Ioan Halmaghi și cu protopopul Chiril Topa, a adresat o petiție episcopului Ioan Bob și guvernului, pe care aceștia s-o înainteze Curții de la Viena, în care solicitau ca națiunea română să fie recunoscută politic și să fie reprezentată în Dietă. Cum răspunsul întârzie, vicarul Ioan Para înaintează o petiție împăratului semnată de „universa Natio valachica magni principatus Transylvaniae“, prin care solicita recunoașterea drepturilor națiunii române, iar apoi redactează alături de Petru Maior, protopopul unit al Reghinului, memoriul ofițerilor români din regimentele grănicerești  care a fost înaintat împăratului Leopold al II-lea la 28 decembrie 1790.
În 1791 și 1792 vicarul I. Para s-a numărat printre principalii redactori ai memoriului Supplex Libellus Valachorum, alături de Samuil Micu, Gheorghe Șincai, Petru Maior, Ioan Piuariu-Molnar, Iosif Meheși, Ioan Budai Deleanu, episcopii uniți Ioan Bob și Ignațiu Darabant, împreună cu episcopul ortodox Gherasim Adamovici, înaintat Curții de la Viena. Conținutul documentului era împărțit în două părți: argumentativă, de factură istorico-juridică și revendicativă, în care erau formulate cererile românilor (desființarea denumirilor peiorative de „tolerați“, „admiși“, „nesocotiți între Stări“ și recunoașterea egalității în drepturi civile și religioase cu celelalte națiuni, participare proporțională la ocuparea funcțiilor publice, utilizarea toponimelor românești alături de cele maghiare și cele germane). După respingerea Supplex-ului din 1791, se deplasează la Viena împreună cu episcopul greco-catolic al Oradiei, Ignațiu Darabant, și cu cel ortodox al Transilvaniei, Gherasim Adamovici (1789-1794), pentru susținerea petiției.
În 1796 Ioan Para a fost mutat de la Năsăud la Făgăraș, unde a funcționat, până în anul 1807, tot ca vicar, iar, odată cu înființarea de către episcopul Ioan Bob a capitulului episcopal de la Blaj (1 iulie 1807), a fost numit canonic cantor, funcție pe care o va îndeplini până la sfârșitul vieții sale, la 3 decembrie 1809. A fost înmormântat la Blaj.